# Alphonse Couvreux
Alphonse Couvreux, né le 11 février 1820 à Saran (Loiret) et mort le 8 juillet 1890 à Vigneux-sur-Seine (Essonne), est un entrepreneur français de travaux publics, connu pour être l'inventeur de l'excavateur à godets pour lequel il dépose un brevet en mai 1860.
L'excavateur à godets a été utilisé dès son invention sur de grands chantiers comme le terrassement du chemin de fer, le creusement du canal de Suez. Il est toujours utilisé dans les mines à ciel ouvert et les carrières.

## Histoire

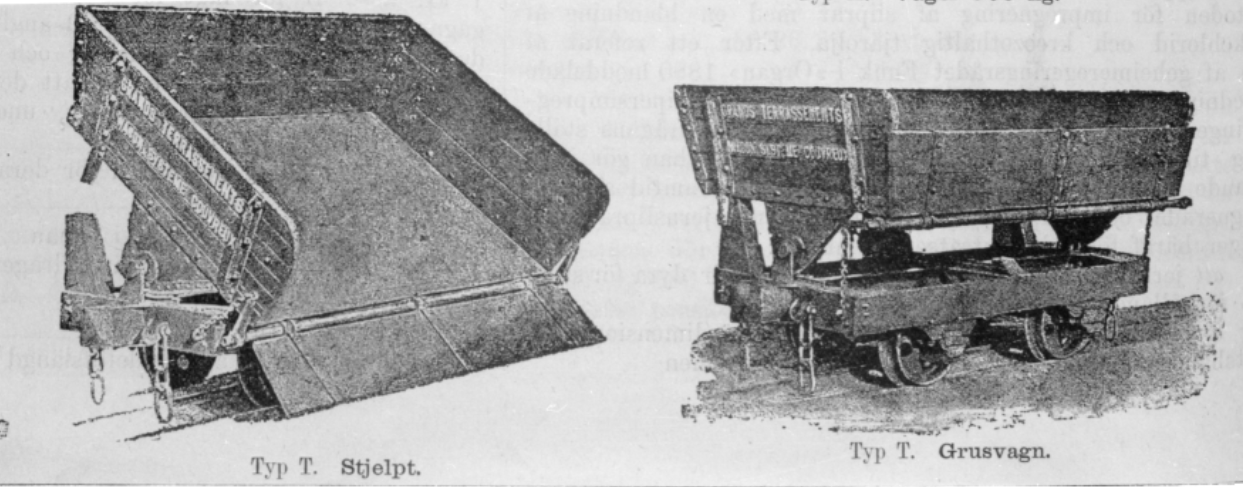
Grands Terrassements Wagon Système Couvreux

Au 19ème siècle, il révolutionne l'industrie avec  l'excavateur à godets. Son invention sera par exemple utilisée sur les chantiers du seuil d’El-Guisr ou bien encore du canal de Suez.
En 1982, il est nommé Chevalier de la Légion d'honneur.
Il est inhumé au cimetière du Centre de Draveil (Essonne).